# Liste de jeux vidéo Resident Evil
Les jeux vidéo de la saga Resident Evil sont de type survival horror avec plus ou moins d'action, développés et produits par Capcom. Plusieurs studios de développement ont contribué à la série comme Flagship, les studios internes de Capcom comme Capcom Production Studio ainsi que d'autres studios externes comme Nextech, Cavia Inc. voir Namco.